# San Juan Bawitz, San Juan Cancuc
San Juan Bawitz är en ort i Mexiko.   Den ligger i kommunen San Juan Cancuc och delstaten Chiapas, i den sydöstra delen av landet, 800 km öster om huvudstaden Mexico City. San Juan Bawitz ligger 778 meter över havet och antalet invånare är 157.
Terrängen runt San Juan Bawitz är kuperad österut, men västerut är den bergig. San Juan Bawitz ligger nere i en dal. Runt San Juan Bawitz är det ganska glesbefolkat, med 21 invånare per kvadratkilometer. Närmaste större samhälle är Pantelhó, 14,6 km nordväst om San Juan Bawitz. I omgivningarna runt San Juan Bawitz växer i huvudsak städsegrön lövskog.